# 탐마삿 스타디움
탐마삿 스타디움(영어: Thammasat Stadium)은 태국 빠툼타니주에 위치한 축구 전용 경기장으로 수용 인원은 25,000명이다. 방콕 유나이티드의 홈 구장으로 사용되고 있다.

## 기록

### 2020년 AFC U-23 챔피언십
| 날짜            | 팀 1           | 스코어 | 팀 2           | 라운드 |
| --------------- | -------------- | ------ | -------------- | ------ |
| 2020년 1월 8일  | 이라크         | 1 - 1  | 오스트레일리아 | A조    |
| 2020년 1월 9일  | 카타르         | 2 - 2  | 시리아         | B조    |
| 2020년 1월 9일  | 일본           | 1 - 2  | 사우디아라비아 | B조    |
| 2020년 1월 11일 | 바레인         | 2 - 2  | 카타르         | A조    |
| 2020년 1월 12일 | 사우디아라비아 | 2 - 2  | 시리아         | B조    |
| 2020년 1월 12일 | 시리아         | 2 - 1  | 일본           | B조    |
| 2020년 1월 14일 | 오스트레일리아 | 1 - 1  | 바레인         | A조    |
| 2020년 1월 15일 | 사우디아라비아 | 1 - 0  | 시리아         | B조    |
| 2020년 1월 16일 | 우즈베키스탄   | 1 - 2  | 대한민국       | C조    |
| 2020년 1월 18일 | 사우디아라비아 | 1 - 0  | 태국           | 8강    |
| 2020년 1월 19일 | 대한민국       | 2 - 1  | 요르단         | 8강    |
| 2020년 1월 22일 | 오스트레일리아 | 0 - 2  | 대한민국       | 준결승 |